# Pyran-4-one
La 4-pyrone (γ-pyrone ou pyran-4-one) est un composé organique insaturé de formule brute C5H4O2. C'est un isomère de la 2-pyrone.
La 4-pyrone forme le cœur de nombreux composés chimiques naturels comme le maltol et l'acide kojique et d'une importante classe de flavones.
|        |               |
| Maltol | Acide kojique |